# Baatonum jezik
Baatonum jezik (baatombu, baatonu, barba, barganchi, bargawa, bargu, bariba, baruba, berba, bogung, burgu; ISO 639-3: bba), sjevernovoltaško-kongoanski jezik skupine gur, podskupine bariba čiji je jedini predstavnik, kojim govori 460 000 ljudi (1995 R. Jones) u Beninu u provinciji Borgou, i 100 000 ljudi (1995 R. Jones) u Nigeriji u državama Kwara i Niger. 
Pripadnici etničke grupe sebe zovu ‘Baatombu’ (sing. ‘Baatonu’). Piše se na latinici. U upotrebi je u francuski [fra]. Nije isto što i biali (Berba) [beh]. 

## Vanjske poveznice
- Ethnologue (14th)
- Ethnologue (15th)